# Gilhoc-sur-Ormèze
Gilhoc-sur-Ormèze – miejscowość i gmina we Francji, w regionie Owernia-Rodan-Alpy, w departamencie Ardèche.
Według danych na rok 1990 gminę zamieszkiwały 433 osoby, a gęstość zaludnienia wynosiła 21 osób/km² (wśród 2880 gmin regionu Rodan-Alpy Gilhoc-sur-Ormèze plasuje się na 1204. miejscu pod względem liczby ludności, natomiast pod względem powierzchni na miejscu 480.).

## Galeria

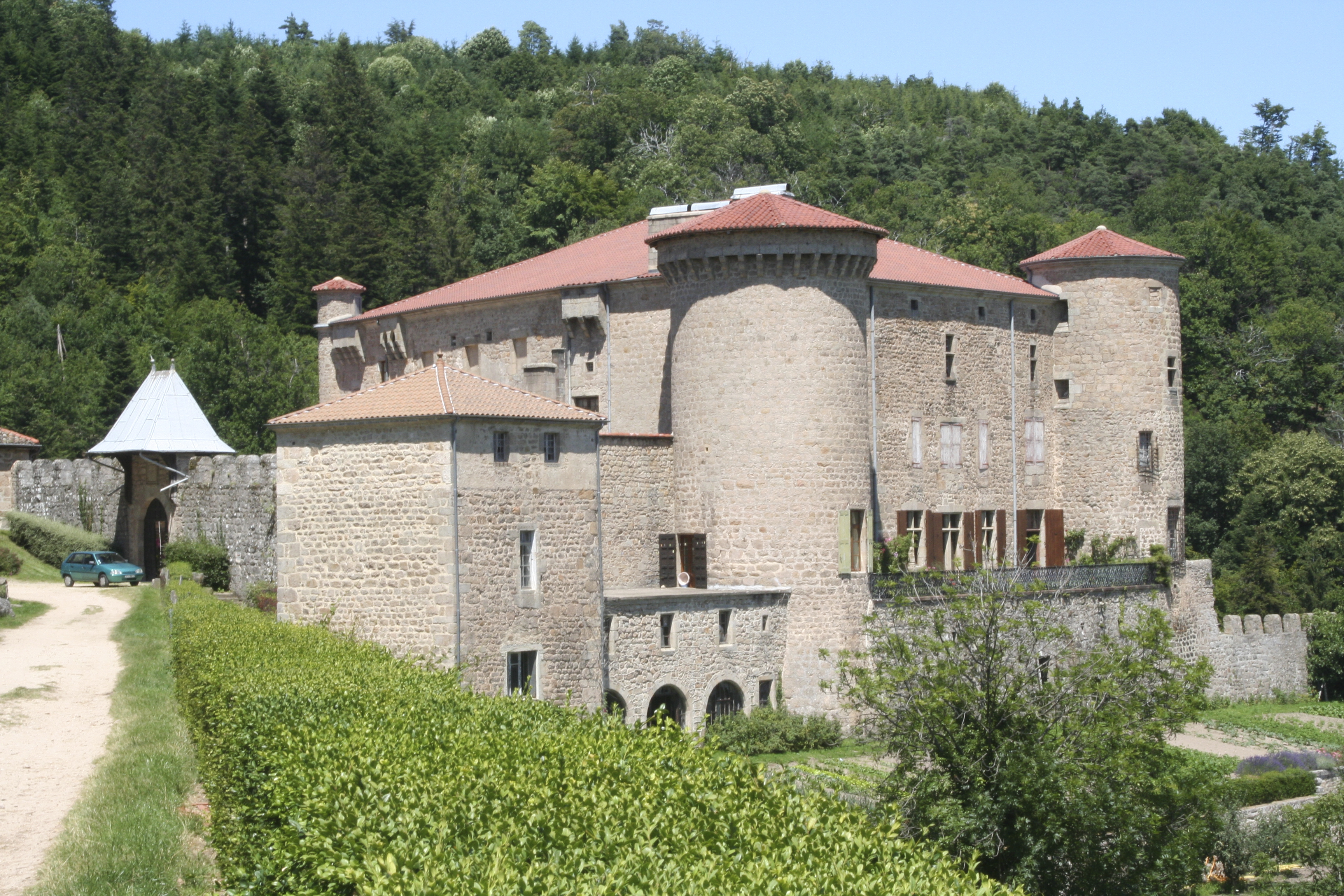
Zamek Boscs (2007)
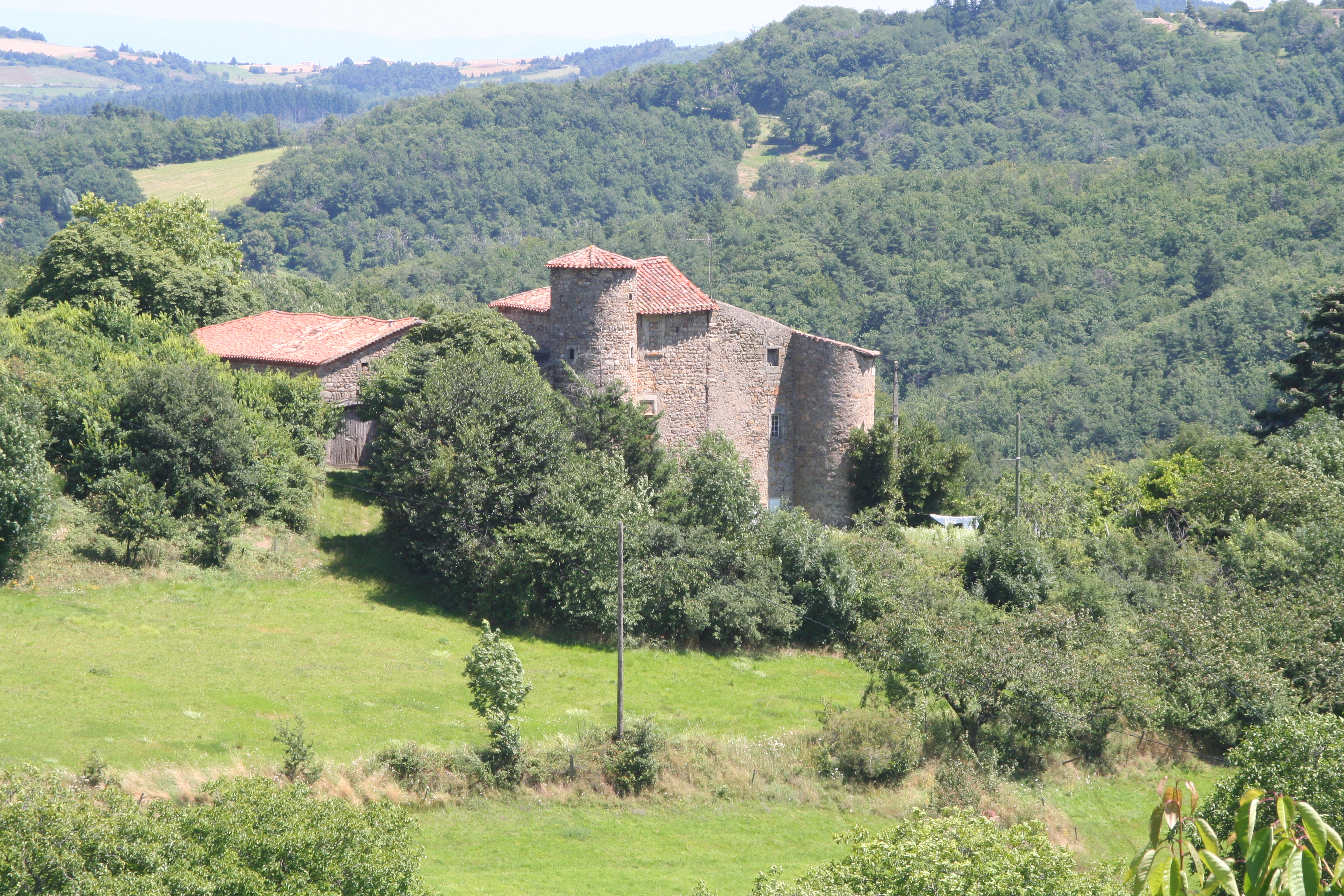
Zamek Dol (2007)
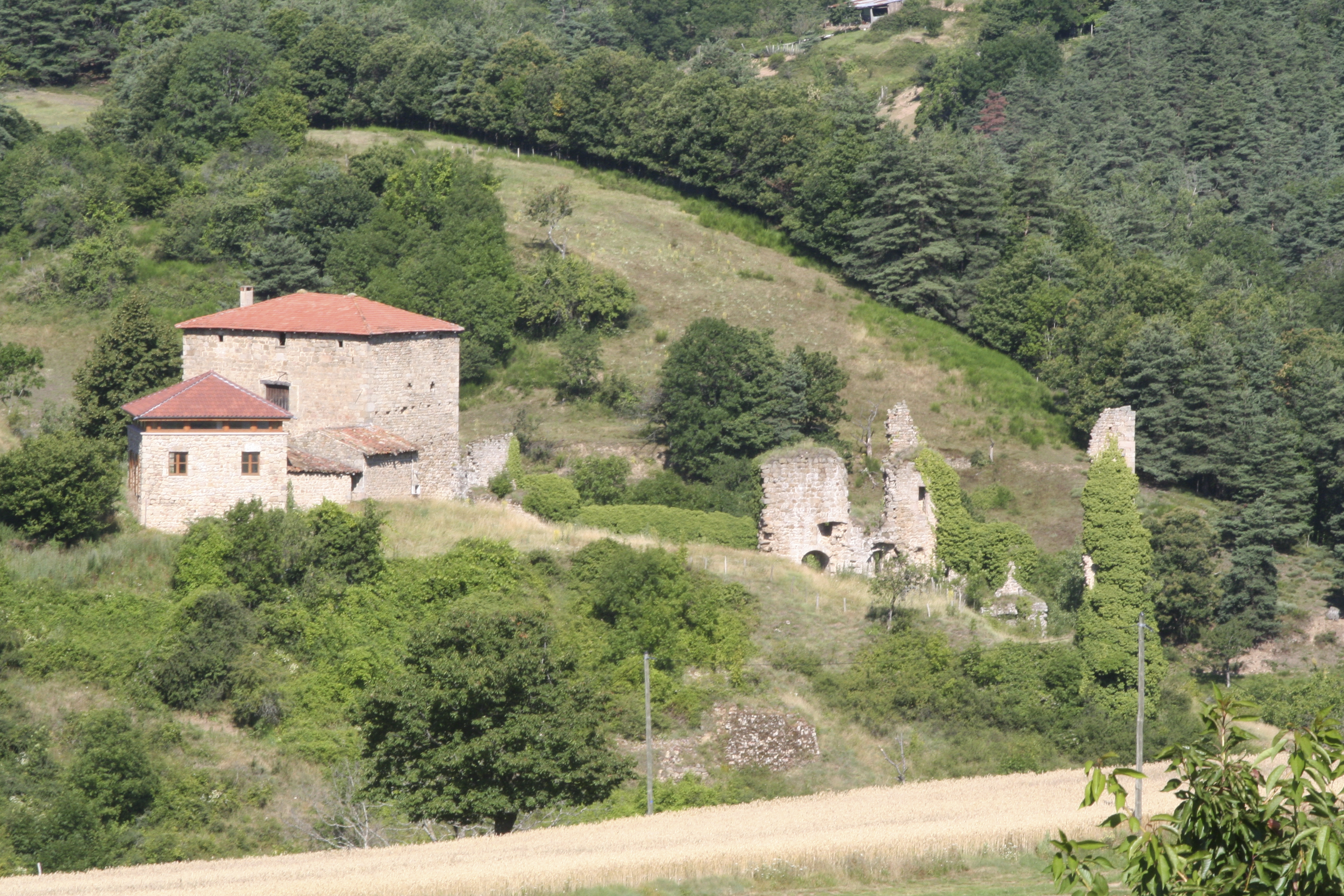
Ruiny zamku Solignac (2007)